# 雲林系統交流道
雲林系統交流道位於臺灣雲林縣斗南鎮與大埤鄉之交界，國道一號里程243.8公里、台78線里程30.4公里處。交流道型式為苜蓿葉型，國道一號、台78線左轉均以環道設計連接。
|  | 243 雲林系統 |  | 土庫 古坑 |
|  | 30 雲林系統  |  | 斗南 大林 |

## 外部連結
國道一號雲林系統交流道示意圖
（页面存档备份，存于）(交通部高速公路局)